# Lobelia duriprati
Lobelia duriprati är en klockväxtart som beskrevs av Thore Christian Elias Fries. Lobelia duriprati ingår i släktet lobelior, och familjen klockväxter. Inga underarter finns listade i Catalogue of Life.